# غراند بيه
غراند بيه (بالإنجليزية: Grand Bay)‏ هي مدينة أمريكية تقع في ولاية ألاباما.تبلغ مساحة هذه المدينة 22.5 (كم²)،ويبلغ عدد سكانها 3672 نسمة حسب إحصاء سنة 2010 م.تشير الإحصاءات بأن الكثافة السكانية في هذه المدينة تقدر بـ(auto) نسمة/كم2.

## التركيبة السكانية
حدّد مكتب تعداد الولايات المتحدة بيانات التركيبة السكانية لغراند بيه في تعداد الولايات المتحدة. في ما يلي، التركيبة السكانية حسب تعدادي 2000 و2010.

### تعداد عام 2000
بلغ عدد سكان غراند بيه 3,918 نسمة بحسب تعداد عام 2000، وبلغ عدد الأسر 1,364 أسرة وعدد العائلات 1,079 عائلة مقيمة في المنطقة السكنية. في حين سجلت الكثافة السكانية 173.9 نسمة لكل كيلومتر مربع (450.4/ميل2). وبلغ عدد الوحدات السكنية 1,441 وحدة بمتوسط كثافة قدره 64 لكل كيلومتر مربع (165.8/ميل2).
وتوزع التركيب العرقي للمنطقة السكنية بنسبة 89% من البيض و8.88% من الأمريكيين الأفارقة و0.23% من الأمريكيين الأصليين و0.79% من الأمريكيين ذوي الأصول الآسيوية و0.05% من سكان جزر المحيط الهادئ و0.13% من الأعراق الأخرى و0.92% من عرقين مختلطين أو أكثر و0.87% من الهسبانيون أو اللاتينيون من أي عرق.
بلغ عدد الأسر 1,364 أسرة كانت نسبة 41.9% منها لديها أطفال تحت سن الثامنة عشر تعيش معهم، وبلغت نسبة الأزواج القاطنين مع بعضهم البعض 65.5% من أصل المجموع الكلي للأسر، ونسبة 10% من الأسر كان لديها معيلات من الإناث دون وجود شريك، بينما كانت نسبة 3.6% من الأسر لديها معيلون من الذكور دون وجود شريكة وكانت نسبة 20.9% من غير العائلات. تألفت نسبة 18.1% من أصل جميع الأسر من عدة أفراد يعيشون في نفس المنزل ونسبة 6.9% كانت تتألف من شخص يعيش بمفرده يبلغ من العمر 65 عاماً أو أكثر. وبلغ متوسط حجم الأسرة المعيشية 2.81، أما متوسط حجم العائلات فبلغ 3.19.
بلغ العمر الوسطي للسكان 36.0 عاماً. وكانت نسبة 27.7% من القاطنين تحت سن الثامنة عشر، وكانت نسبة 9.2% بين الثامنة عشر والرابعة والعشرين عاماً، ونسبة 27% كانت واقعةً في الفئة العمرية ما بين الخامسة والعشرين والرابعة والأربعين عاماً، ونسبة 23.1% كانت ما بين الخامسة والأربعين والرابعة والستين، ونسبة 10.8% كانت ضمن فئة الخامسة والستين عاماً فما فوق. يوجد لكل 100 أنثى 102.3 ذكر، ويوجد لكل 100 أنثى في الثامنة عشر من عمرها فما فوق 98.5 ذكر.
بلغ متوسط دخل الأسرة في المنطقة السكنية 38,941 دولارًا، أما متوسط دخل العائلة فبلغ 43,654 دولارًا. وكان متوسط دخل الذكور 33,177 دولارًا مقابل 21,920 دولارًا للإناث. وسجل دخل الفرد الخاص بالمنطقة السكنية 15,741 دولارًا. وكانت نسبة 6.9% من العائلات ونسبة 8.1% من السكان تحت خط الفقر، وكان من هؤلاء نسبة 7.4% تحت سن الثامنة عشر ونسبة 7.8% في الخامسة والستين من العمر وما فوق.

### تعداد عام 2010
بلغ عدد سكان غراند بيه 3,672 نسمة بحسب تعداد عام 2010، وبلغ عدد الأسر 1,339 أسرة وعدد العائلات 1,021 عائلة مقيمة في المنطقة السكنية. في حين سجلت الكثافة السكانية 163 نسمة لكل كيلومتر مربع (422.2/ميل2). وبلغ عدد الوحدات السكنية 1,498 وحدة بمتوسط كثافة قدره 66.5 لكل كيلومتر مربع (172.2/ميل2).
وتوزع التركيب العرقي للمنطقة السكنية بنسبة 86.93% من البيض و9.40% من الأمريكيين الأفارقة و0.57% من الأمريكيين الأصليين و0.71% من الأمريكيين ذوي الأصول الآسيوية و0.03% من سكان جزر المحيط الهادئ و0.71% من الأعراق الأخرى و1.66% من عرقين مختلطين أو أكثر و2.26% من الهسبانيون أو اللاتينيون من أي عرق.
بلغ عدد الأسر 1,339 أسرة كانت نسبة 36.4% منها لديها أطفال تحت سن الثامنة عشر تعيش معهم، وبلغت نسبة الأزواج القاطنين مع بعضهم البعض 56.5% من أصل المجموع الكلي للأسر، ونسبة 14.8% من الأسر كان لديها معيلات من الإناث دون وجود شريك، بينما كانت نسبة 5% من الأسر لديها معيلون من الذكور دون وجود شريكة وكانت نسبة 23.7% من غير العائلات. تألفت نسبة 19.9% من أصل جميع الأسر من عدة أفراد يعيشون في نفس المنزل ونسبة 8.2% كانت تتألف من شخص يعيش بمفرده يبلغ من العمر 65 عاماً أو أكثر. وبلغ متوسط حجم الأسرة المعيشية 2.68، أما متوسط حجم العائلات فبلغ 3.07.
بلغ العمر الوسطي للسكان 40.4 عاماً. وكانت نسبة 23.8% من القاطنين تحت سن الثامنة عشر، وكانت نسبة 8.2% بين الثامنة عشر والرابعة والعشرين عاماً، ونسبة 24.1% كانت واقعةً في الفئة العمرية ما بين الخامسة والعشرين والرابعة والأربعين عاماً، ونسبة 28% كانت ما بين الخامسة والأربعين والرابعة والستين، ونسبة 15.9% كانت ضمن فئة الخامسة والستين عاماً فما فوق. وتوزع التركيب الجنسي للسكان بنسبة 49.7% ذكور و50.3% إناث.

## أعلام
- هارولد بيج سميث